# Chrościce (powiat ciechanowski)
Chrościce (do 14 lutego 2002 Chróścice Wielkie) – wieś sołecka w Polsce położona w województwie mazowieckim, w powiecie ciechanowskim, w gminie Sońsk.
| SIMC    | Nazwa            | Rodzaj    |
| ------- | ---------------- | --------- |
| 0126072 | Chrościce-Łyczki | część wsi |
| 0126089 | Pogąsty          | część wsi |

W latach 1975–1998 miejscowość należała administracyjnie do województwa ciechanowskiego. 15 lutego 2002 nastąpiła zmiana nazwy wsi z Chróścice Wielkie na Chrościce, równocześnie częściami tej wsi stała się ówczesna wieś o nazwie Chróścice-Łyczki, którą równocześnie zmieniono na Chrościce-Łyczki, i ówczesna część tej ostatniej Pogąsty.
We wsi i okolicach znajduje się kilka przydrożnych kapliczek. W 2004 roku uregulowano brzegi przepływającej przez wieś rzeki Sony, w roku 2007 położono drogę asfaltową. 
W latach 2004-2006 przez wieś przebiegał Rajd Warszawski.
Chrościce graniczą ze wsiami: Damięty-Narwoty, Kosmy-Pruszki, Komory Błotne, Sarnowa Góra i Drążewo.